# Rini van der Laan
Rini van der Laan, geboren Keereweer, is een Nederlandse korfballer en korfbalcoach. Ze is meervoudig Korfbalster van Nederland geworden (5 maal) en is in ook verkozen tot korfbal Speelster van de Eeuw. Ze speelde ook voor het Nederlands team en is na haar carrière als speelster gaan coachen. Zo is ze als coach van het Amsterdamse AKC Blauw-Wit ook 2 keer verkozen tot Coach van het Jaar. Haar echtgenoot Wim van der Laan is ook korfballer en ook haar zoon Mark van der Laan speelde op het hoogste niveau.

## LUTO
Rini Keereweer begon op haar 8e met korfbal bij de Amsterdamse korfbalclub LUTO. Naast korfbal deed ze ook aan tennis en voetbal.
Op vroege leeftijd debuteerde ze in LUTO 1. Zo speelde ze daar al op 16-jarige leeftijd. In haar periode bij LUTO werd ze 2 keer veldkampioen (1976 en 1978) en speelde ze 2 verloren zaalfinales (1977 en 1978).
In 1982 degradeerde LUTO naar de Overgangsklasse en besloot ze naar AKC Blauw-Wit te verhuizen.

## AKC Blauw-Wit
Haar echtgenoot, Wim van der Laan, speelde korfbal bij het naburige AKC Blauw-Wit in Amsterdam en zodoende ging ze daar in 1982 ook spelen. Ze speelde 10 seizoenen bij Blauw-Wit tot ze in 1992 stopte. In haar carrière bij Blauw-Wit werd ze 3 keer verkozen tot Korfbalster van het Jaar. In seizoen 1990-1991 werd ze topscoorder bij de vrouwen in de zaal met 48 goals.
Met Blauw-Wit haalde ze geen veldfinales, maar was ze in haar laatste seizoen wel bij de zaalfinale. In 1992 speelde Blauw-Wit namelijk de finale tegen Deetos, maar deze verloor Blauw-Wit met 7-12.

## Oranje
Van der Laan debuteerde al op 16-jarige leeftijd bij Oranje. Ondanks haar enorme staat van dienst, speelde ze slechts 12 officiële interlands (6 op het veld en 6 in de zaal). Naar eigen zeggen hadden dit er veel meer moeten zijn, ware het niet dat ze niet goed kon opschieten met toenmalig bondscoach Ben Crum.

## Coach
Na haar carrière als speelster, ging Van der Laan zich richten op coaching. Ze begon als coach bij de A-jeugd van AKC Blauw-Wit. In 2008 werd zij coach bij WKV Roda  (Westzaan). In 2013 werd zij hoofdcoach van AKC Blauw-Wit. Hierdoor werd zij eerste vrouwelijke hoofdcoach in de Korfbal League.

## Erelijst
- Nederlands kampioen veldkorfbal, 2x (1976, 1978)
- Korfbalster van het Jaar, 5x (1981, 1982, 1985, 1989, 1991)
- Korfbalster van De Eeuw
- Coach van het Jaar, 2x (2015, 2016)